# Тэраути, Хисаити
Тэраути Хисаити (яп. 寺内寿一; 8 августа 1879 — 12 июня 1946) — маршал Японской императорской армии.

## Биография
Тэраути Хисаити родился в префектуре Ямагути, он был старшим сыном премьер-министра Тэраути Масатакэ. В 1900 году окончил Рикугун сикан гакко, участвовал в русско-японской войне, после войны учился в Рикугун дайгакко, откуда выпустился в 1909 году. Некоторое время он работал военным атташе в Германии, преподавал в Военной академии.
В 1919 году Тэраути Хисаити был удостоен дворянского титула «хакусяку» («граф») в соответствии с аристократической системой титулов «кадзоку», и получил звание полковника. В 1924 году он стал генерал-майором. В 1927 году занял пост начальника штаба Японской корейской армии. В 1929 году был произведён в генерал-лейтенанты и стал командиром 5-й дивизии, с 1932 года возглавил 4-ю дивизию. В 1934 году Тэраути Хисаити стал командиром Тайваньской армии.
В октябре 1935 года Тэраути Хисаити был произведён в генералы и примкнул к фракции «Имперского пути». После инцидента 26 февраля военные выдвинули его на пост главы Министерства армии, что усилило конфликт между военной и гражданской фракциями в японском парламенте.
После начала в 1937 году японо-китайской войны Тэраути возглавил Северо-Китайский фронт. В 1938 году он был награждён Орденом Восходящего солнца 1-го класса. 6 ноября 1941 года Тэраути Хисаити возглавил Южную группу армий.
После того, как под его руководством была завоёвана Юго-Восточная Азия, Тэраути разместил свою штаб-квартиру в Сингапуре. 6 июня 1943 года он получил звание маршала. В мае 1944 года его штаб-квартира была передислоцирована на Филиппины, а когда этот район оказался под угрозой вторжения Союзников — в Сайгон. 10 мая 1945 года, когда пришло известия, что Япония потеряла Бирму, с Тэраути случился инсульт.
По приказу Тэраути 680 тысяч размещённых в Юго-Восточной Азии японских солдат капитулировали 12 сентября 1945 года в Сингапуре во главе с Сэйсиро Итагаки. Сам Тэраути сдался персонально Луису Маунтбеттену 30 ноября 1945 года в Сайгоне.
Тэраути Хисаити скончался от инсульта 12 июня 1946 года в лагере для военнопленных в Малайе. Его прах похоронен на Японском кладбище Сингапура.